# Estadio Ciudad de Cumaná
Estadio Ciudad de Cumaná – stadion wielofunkcyjny znajdujący się w Ayacucho w Peru. Swoje mecze rozgrywają na nim 2 zespoły: Inti Gas Deportes Ayacucho z Primera División oraz Deportivo Municipal de Huamanga z Copa Perú. Stadion może pomieścić 15 000 widzów.